# Ted Simon
Ted Simon (Germania, maggio 1931) è un giornalista britannico, nel 1973 ha iniziato un viaggio intorno al mondo durato quattro anni.
Ha lavorato come giornalista per il Daily Express, e una volta trasferitosi in Francia è stato corrispondente estero per «The Observer».
Nel 1973, sponsorizzato dal Sunday Times, ha iniziato il suo famoso viaggio intorno al mondo su una motocicletta Triumph Tiger 100 con un motore da 500 cc percorrendo 103.000 km, attraverso 45 paesi. Nel 2001, all'età di settant'anni, ha nuovamente compiuto lo stesso percorso in soli tre anni. Quest'ultima esperienza è raccontata in Dreaming of Jupiter, pubblicato nel marzo del 2007.
L'attore Ewan McGregor ha tratto ispirazione da I viaggi di Jupiter per il progetto di Long Way Round.

## I viaggi di Jupiter

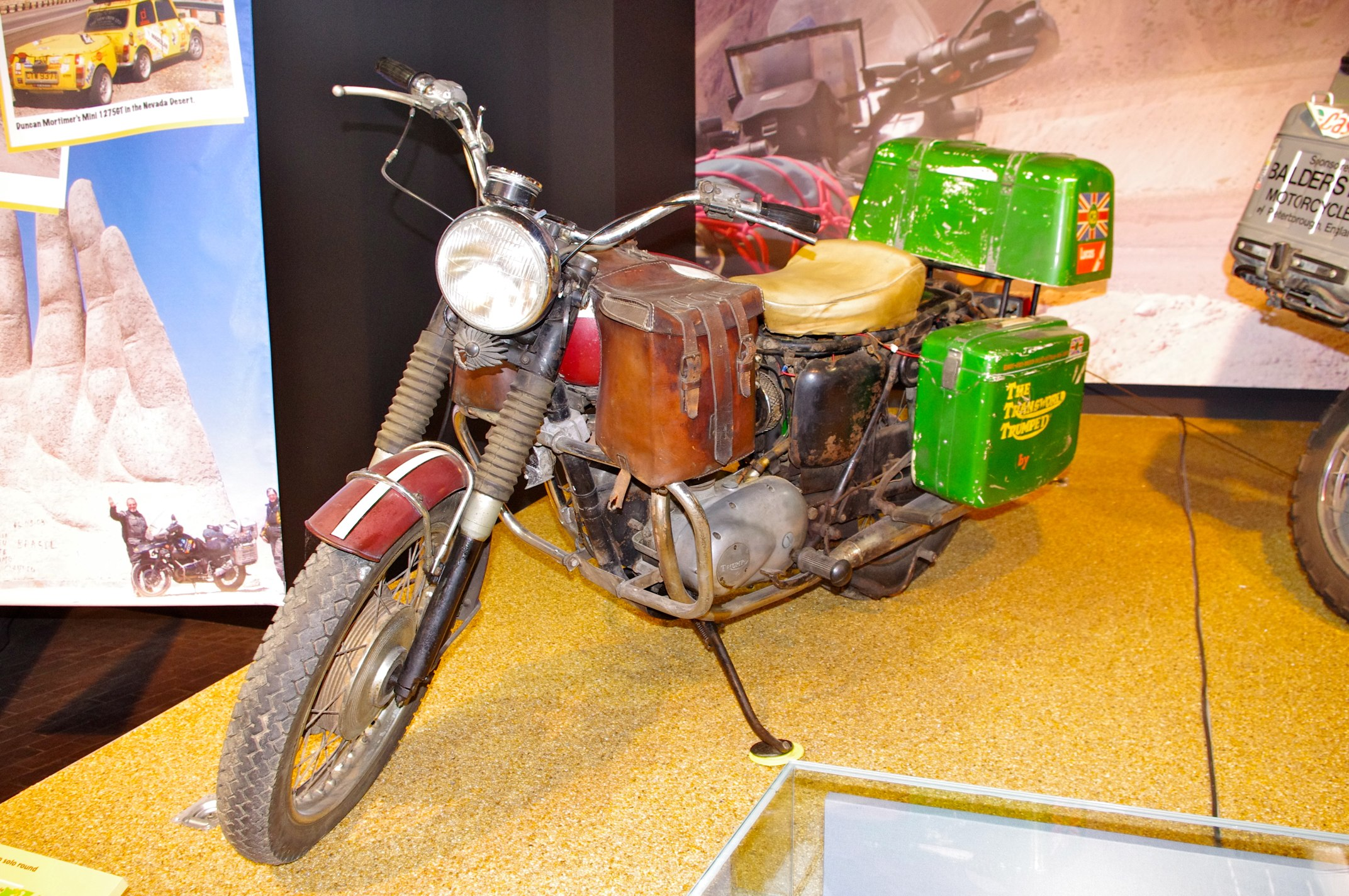
Triumph Tiger di Ted Simon

Partito il 6 ottobre 1973 in sella a una Triumph Tiger 100 con un motore da 500 cc, Ted Simon ha viaggiato per quattro anni in solitaria attraverso deserti, montagne, oceani e giungle, superando incolume la guerra tra Egitto e Israele, la rivoluzione in Mozambico e in Perù, il fuoco dei cecchini afghani e le carceri brasiliane. È caduto e si è rialzato centinaia di volte grazie alla forza del suo spirito e all'incontro con uomini straordinari. Ritornato in Europa nel 1977, ha raccolto le sue esperienze in questo libro conquistando il cuore di ogni viaggiatore. I viaggi di Jupiter è il testamento spirituale di un uomo che ha avuto il coraggio di abbandonarsi al richiamo dell'avventura, sperimentando la fragilità della vita e al tempo stesso la sua infinita bellezza.

### Le tappe
1973
Inghilterra, Francia, Italia, Tunisia, Libia, Egitto, Sudan, Etiopia
1974
Kenya, Tanzania, Zambia, Botswana, Rhodesia, Sudafrica, Swaziland, Mozambico, Brasile, Argentina, Cile
1975
Bolivia, Perù, Ecuador, Colombia, Panama, Nicaragua, Costa Rica, Honduras, Guatemala, Messico, Usa, Figi, Nuova Zelanda, Australia
1976
Singapore, Malaysia, Thailandia, India, Sri Lanka, Nepal
1977
Pakistan, Afghanistan, Iran, Turchia, Grecia, Jugoslavia, Austria, Germania, Svizzera, Francia, Inghilterra
Il 17 giugno 2010 il libro è stato ripubblicato in italiano da parte di Elliot Edizioni.

### Opere pubblicate in italiano
- Ted Simon, I viaggi di Jupiter, Longanesi 1981, traduz. Bruno Oddera.
- Ted Simon, I viaggi di Jupiter. Il giro del mondo in motocicletta, traduzione di Claire Barzin, Elliot Edizioni, 2010. ISBN 9788861921504
- Ted Simon, Sognando Jupiter. Il giro del mondo trent'anni dopo, traduzione di Simona Maria Adami e Simona Niccolai, Elliot Edizioni, 2011. ISBN 9788861922204
- Ted Simon, L' eredità di Jupiter, traduzione di Patanè G., Elliot Edizioni, 2013, ISBN 9788861923034